# بوکر، گار
بوکر، گار (به فرانسوی: Beaucaire) یک کمون در فرانسه است که در Canton of Beaucaire واقع شده‌است.

## خصوصیات
بوکر ۸۶٫۵۲ کیلومترمربع مساحت و ۱۵٬۸۶۰ نفر جمعیت دارد و ۱۸ متر بالاتر از سطح دریا واقع شده‌است.